# Грабченки
Грабченки — деревня в городском округе Кашира Московской области.

## География
Находится в южной части Московской области на расстоянии приблизительно 9 км на юго-восток по прямой от железнодорожной станции Кашира у южной окраины бывшего города Ожерелье.

## История
Упоминается с 1578 года как село с Никольской церковью. До 2015 года входила в состав городского поселения Ожерелье Каширского района.

## Население
Постоянное население составляло 110 человек в 2002 году (русские 98 %), 80 в 2010.